# Fabien Onteniente
Fabien Onteniente (París, 27 d'abril de 1958) és un guionista i un director de cinema francès.
Va començar fent guions per curtmetratges el 1984 i el 1987 es va casar amb l'actriu Souad Amidou. El 1992 va dirigir el seu primer llargmetratge i s'ha especialitzat en la comèdia. Va assolir l'èxit el 2006 amb Camping, un gran èxit de taquilla i de la que en va fer dues seqüeles.

## Filmografia

### Llargmetratges
- 1992: À la vitesse d'un cheval au galop
- 1995: Tom est tout seul
- 1998: Grève party
- 2000: Jet Set
- 2002: 3 zéros
- 2004: People
- 2006: Camping
- 2008: Disco
- 2010: Camping 2
- 2013: Turf
- 2016: Camping 3
- 2019: All Inclusive

### Curtmetratges
- 1984: Le Perroquet des îles
- 1989: Bobby et l'aspirateur

### Televisió
- 1996: Le Tuteur
- 2001: Tel épris
- 2014: La Dernière Échappée
- 2021: 100 % bio
- 1988: La Valise en carton